# Högsjö
Högsjö – miejscowość (tätort) w Szwecji, w regionie administracyjnym (län) Södermanland (gmina Vingåker).
Miejscowość położona jest w zachodniej części prowincji historycznej (landskap) Södermanland pomiędzy jeziorami Ölångssjön (Ölången) i Högsjön lezącymi w systemie rzeki Nyköpingsån, ok. 10 km na zachód od Vingåker.
Högsjö rozwinęło się jako osada przemysłowa. Energię wodną w tej okolicy wykorzystywano od XVI w., zajmując się m.in. obróbką żelaza. W XIX w. w Högsjö zostały założone zakłady tekstylne (Högsjö bruk).
W 2010 r. Högsjö liczyło 713 mieszkańców.